# Suzuki Vitara
La Suzuki Vitara (in Giappone e altre nazioni commercializzata come Suzuki Escudo, negli Stati Uniti come Sidekick e Tracker) è un piccolo fuoristrada prodotto dal 1988 al 1998 dalla casa automobilistica Suzuki. È stata in seguito sostituita su gran parte dei mercati dalla Suzuki Grand Vitara e poi dalla nuova Suzuki Vitara.

## Il contesto
Si tratta di un fuoristrada (però Suzuki lo descrive come un MPV, ovvero Multi Purpose Vehicle) dalle dimensioni ridotte costruito con carrozzeria 3 porte soft top e metal top (tetto in tela cabrio) e 5 porte station wagon spesso chiamata Vitara passo lungo o station wagon.
Ha sospensioni anteriori indipendenti e posteriori a ponte rigido, cambio a 5 marce e automatico come optional, riduttore su tutti i rapporti H4WD e L4WD (High 4WD, rapporti del cambio lunghi e Low 4WD rapporti del cambio corti/marce ridotte). La Vitara è dotata di trazione integrale, inseribile manualmente, che permette di viaggiare con quattro ruote motrici solo su terreni scivolosi e a scarsa aderenza, per garantire la massima trazione, anche con un intero asse (anteriore o posteriore) che slitta. Questo sistema vincola la velocità di rotazione tra l'asse anteriore e l'asse posteriore. Data la presenza di soli 2 differenziali (anteriore e posteriore) questi obbligano la vettura a non accettare archi di curvatura differenti. La mancanza del differenziale centrale detto anche snodo centrale o terzo differenziale, non permette quindi di usare la trazione integrale per il normale uso su terreni asciutti e duri, come del resto avviene in tutti i fuoristrada con trazione integrale inseribile, che prediligono quindi l'uso delle 4 ruote motrici solo in condizioni di scarsa aderenza.
Il nome Vitara deriva dalla parola inglese "vital" di "vitality" (vitalità in italiano).

## Storia
Introdotta per la prima volta nel mercato giapponese come Suzuki Escudo nel luglio del 1988, la vettura era disponibile in due tipologia di carrozzeria: “chiusa” tre porte e cabrio due porte con tetto in tela. Sul mercato nordamericano venne introdotta alla fine del 1988 con la denominazione Suzuki Sidekick come Model Year 1989 ed importata dal Giappone. Era venduta in due allestenti (JX e sul JLX) e con il motore benzina Suzuki G16A da 1,6 litri a quattro cilindri 8 valvole a iniezione da 80 CV (60 kW) abbinato ad un cambio manuale a cinque rapporti. Per alcuni mercati era disponibile una versione a carburatore senza catalizzatore; questo modello erogava 75 CV (55 kW) a 5250 giri/min.
Nell'agosto 1990, sul mercato giapponese venne introdotto il motore G16B 16 valvole da 100 CV (73,5 kW) abbinato ad un cambio manuale a cinque rapporti oppure ad un nuovo automatico a 4 velocità opzionale. Alla fine del 1990 venne introdotta una versione a cinque porte a passo allungato con carrozzeria stile station wagon; tale modello è stato venduto come "Suzuki Escudo Nomade" in Giappone. Il 1991 ha visto l'introduzione del sistema antibloccaggio ABS di serie. Le vendite nel continente europeo europee della versione a cinque porte iniziarono invece nell'estate del 1991.
Nel dicembre 1994 la gamma venne arricchita da un nuovo 2.0 V6 H20A (il primo motore sei cilindri a V prodotto dalla Suzuki) e un turbodiesel da 2.0 litri RF di origine Mazda. Grazie all’accordo con la Mazda la Vitara venne venduta anche dalle concessionarie giapponesi del costruttore di Hiroshima rimarchiata “Mazda Proceed Levante” per mezzo di un accordo di badge engineering con la Suzuki. La gamma 1995 ricevette gli airbag frontali di serie per tutti i modelli.
Il motore diesel 2.0 litri arrivò in Europa all'inizio del 1996. Nel 1996 la Vitara ricevette un leggero restyling estetico che vide l'introduzione del nuovo 2,5 litri V6 H25A (che sostituiva il precedente 2.0 V6) mentre un nuovo quattro cilindri da 2,0 litri J20 a benzina venne inserito nella gamma giapponese.
Nel 1999 la Suzuki presenta il modello Grand Vitara, inizialmente concepita come erede della Vitara ma grazie all’enorme successo riscontrato la produzione della Vitara continuerà. In Europa la vettura infatti veniva assemblata su licenza dalla Santana Motor ed è stata prodotta fino al 2006, mentre la Grand Vitara veniva prodotta dalla Suzuki in Giappone e posizionata più in alto in termini di prezzi.

### Modello americano
I modelli nordamericani erano prodotti dalla CAMI, una joint venture tra General Motors Canada e Suzuki. Su tale mercato la vettura veniva venduta sia dalle concessionarie Suzuki come Suzuki Sidekick che dalle concessionarie del gruppo GM come Geo Tracker e la produzione avveniva nello stabilimento CAMI di Ingersoll, Ontario, Canada.
Quasi tutti i modelli del 1989 e alcuni del 1990 sono stati costruiti in Giappone e importati negli Stati Uniti a causa di ritardi nell’allestimento della linea di assemblaggio nello stabilimento CAMI. Soltanto alla fine del 1989, iniziò la produzione a Ingersoll con circa 6.100 Tracker completati. I modelli marchiati Suzuki Sidekick sono stati aggiunti alla linea di produzione nel 1990.
Il Tracker era originariamente disponibile in versione tre porte o cabrio due porte ed entrambe erano alimentato dal motore a quattro cilindri 1.6 litri SOHC di Suzuki che erogava 80 CV (60 kW) abbinato al cambio manuale 5 rapporti oppure ad un cambio automatico GM Turbo-Hydramatic 180 a 3 rapporti. La trazione integrale era standard per tutti i modelli.
Nel 1992 venne introdotta la versione a trazione anteriore abbinata alla carrozzeria cabrio per abbassare i prezzi di listino. Tale modello venne prodotto fino al 1995.
La versione cinque porte station wagon in Nord America è stata introdotta nel 1991 ma era importata dal Giappone e solo dal fine 1995 è stata anch’essa prodotta dalla CAMI. La cinque porte era disponibile col motore 1.6 G16B 16 valvole che erogava 96 CV (72 kW). Nel 1998 il marchio Geo è stata ritirato dal mercato e i modelli sono stati rimarchiati dalla Chevrolet; la vettura quindi venne ribattezzata negli Stati Uniti come Chevrolet Tracker dal 1998.
La produzione alla CAMI termina alla fine del 1998 sia dei modelli Chevrolet che di quelli a marchio Suzuki e le vendite terminano nel 1999.
In Canada la vettura è stata venduta oltre che dalla Geo e dalla Suzuki anche come GMC Tracker dalla rete di vendita GMC e dal 1992, in seguito ad una riorganizzazione del brand GMC focalizzato su SUV e commerciali di grandi dimensioni, la vettura è stata rimarchiata Asüna Sunrunner (Asüna era il brand low cost per il mercato canadese).
Nel 1994 il marchio Asüna viene ritirato e i modelli assorbiti dalla Pontiac, marchio focalizzato su vetture destinate ad un pubblico giovanile, divennero denominati Pontiac Sunrunner.

### Modello europeo
Il Vitara è stato un successo immediato in tutta Europa. L'Italia aveva promulgato una legge che consentiva ai fuoristrada di aggirare le imposte CEE sulle importazioni di auto giapponesi, consentendo la vendita della Vitara senza tasse extra. Nel 1988, tuttavia, il Ministero del Commercio Estero italiano ha promulgato una legge che richiedeva "almeno un bloccaggio del differenziale" affinché un veicolo potesse essere considerato un fuoristrada - un requisito non soddisfatto dalla Vitara. Così, dal 1º gennaio 1989 la Vitara è stata assoggettata alla quota anche nel mercato italiano, essendo ormai classificata come autovettura.
All'inizio del 1996 i mercati europei hanno iniziato a ricevere il modello diesel equipaggiato con il propulsore 1.9 XUD9 di origine PSA in versione aspirata e turbo.
Santana Motor grazie ad un accordo con la Suzuki ha costruito su licenza la vettura ribattezzata Santana 300/350 per aggirare la quota CEE sulle importazioni giapponesi. La 300 e la 350 differivano per fari rotondi anteriori e per i fanali posteriori, ed è l'unica versione della vettura ad avere fendinebbia montati di fabbrica nel paraurti anteriore. I modelli Vitara costruiti in Spagna, d'altra parte, erano identici ai modelli costruiti in Giappone, sfoggiando un logo Suzuki nella griglia. La qualità dell'acciaio e della vernice è diversa tra i modelli di fabbricazione spagnola e giapponese, entrambi comunemente presenti in tutta Europa. Pertanto, i Vitara e 300/350 costruiti in Spagna sono più inclini alla ruggine nei climi dell'Europa settentrionale rispetto alle controparti costruite in Giappone della stessa età e chilometraggio. Inoltre, questi veicoli avevano un isolamento inferiore rispetto a quelli giapponesi poiché erano costruiti per climi più caldi. Alcuni di questi esemplari sono stati esportati anche in Sud America.
Alcune delle differenze notevoli tra i modelli giapponesi e spagnoli sono le diverse ruote, diversi schemi di verniciatura e dettagli, diverse rifiniture laterali in plastica, dettagli interni con finta radica.

## Caratteristiche tecniche
- Elettronica: Nippon Denso
- Distribuzione: Carburatore doppio corpo (solo i primi anni), Iniezione elettronica Single Point Injection mono-iniettore, Iniezione elettronica Multi Point Injection detta anche MFI (ovvero Multi Fuel Injection), Iniezione indiretta con precamera e pompa rotativa (diesel)
- Nomi interni dei motori: G16A, G16B, G16K, J20, H20A, XUD9
- Motori:
  - 1.6 benzina 4 cilindri 8 Valvole (G16A e G16K)
  - 1.6 benzina 4 cilindri 16 Valvole (G16B)
  - 2.0 benzina 4 cilindri 16 Valvole (J20, non commercializzato in italia)
  - 2.0 benzina 6 cilindri 24 Valvole (H20A, solo modello 5 porte)
  - 1.9 diesel (turbo o aspirato) Peugeot-Citroën (XUD9)
  - 2.0 Turbodiesel Mazda (RF)

Nel 1996 viene introdotto il Suzuki X-90, meccanicamente identico al Vitara. Anche gli interni erano identici, mentre cambiava completamente la carrozzeria. La Suzuki X-90 uscì dal mercato dopo il 1998.
In Spagna la produzione fu commissionata al partner Santana Motor con il nome Vitara. Dopo un piccolo restyling nel 2005, è venduta come Santana 300/350.